# Шонгалу (Луизијана)
Шонгалу (енгл. Shongaloo) град је у америчкој савезној држави Луизијана.

## Демографија
По попису из 2010. године број становника је 182, што је 20 (12,3%) становника више него 2000. године.
| Група             | 2000.       | 2010.       |
| Белци             | 159 (98,1%) | 170 (93,4%) |
| Афроамериканци    | 0 (0,0%)    | 9 (4,9%)    |
| Азијати           | 0 (0,0%)    | 0 (0,0%)    |
| Хиспаноамериканци | 1 (0,6%)    | 2 (1,1%)    |
| Укупно            | 162         | 182         |